# Il dolore (Gérôme)
Il dolore (La Douleur) è una scultura in bronzo patinato realizzata dall'artista francese Jean-Léon Gérôme nel 1891, conservata al museo Georges Garret di Vesoul.

## Storia
La statua venne realizzata per ornare la tomba del suo figlio unico Jean-Armand Gérôme, che perse nel 1891 in seguito a un annegamento. L'opera rimase sulla sua tomba nella diciottesima divisione del cimitero di Montmartre a Parigi fino al 1985, quando la signora Masson, nipote dell'artista, la donò al museo di Vesoul.

## Descrizione
La scultura rappresenta una donna seduta, avvolta da un velo. Ella ha lo sguardo perso nel vuoto e la testa inclinata poggia sul proprio palmo chiuso, mentre il gomito preme sulla coscia. Il suo altro braccio pende mollemente tra le ginocchia. La donna è a piedi nudi. Alcuni fiori sono posti accanto, alla base. L'opera traduce il lutto dell'artista attraverso una personificazione del dolore da lui provato per la perdita del figlio.